# ويكيبيديا الدنماركية
ويكيبيديا الدنماركية (بالدنماركية: Dansk Wikipedia)‏ هي إصدارة موسوعة ويكيبيديا باللغة الدنماركية. تاريخ إطلاقها كان في 2001، وفي ديسمبر 2007 أصبح لديها أكثر من 75,000 مقالة.

## الإحصائيات
| عدد المستخدمين المسجلين | عدد المستخدمين النشيطين | عدد المقالات | صفحات المحتوى | عدد التعديلات | عدد الملفات المرفوعة | عدد الإداريين |
| ----------------------- | ----------------------- | ------------ | ------------- | ------------- | -------------------- | ------------- |
| 515٬060                 | 1٬814                   | 308٬517      | 967٬989       | 12٬006٬462    | 2                    | 26            |

## التقدم
- 1 فبراير 2002، أنشئت ويكيبيديا الدنماركية.
- 2 فبراير 2003، 1000 مقال
- يونيو 2003، 10,000 مقالة.
- يونيو 2005، 25,000 مقالة.
- 30 سبتمبر 2006، 50,000 مقالة.
- 29 ديسمبر 2008، 100,000 مقالة.
- 25 مايو 2011، 150,000 مقالة.
- 11 يونيو 2015، 200,000 مقالة.
- 31 ديسمبر 2016، 222,222 مقالة.
- 26 مايو 2024، 300,000 مقالة.